# Rincon (Novo México)
Rincon é uma Região censo-designada localizada no estado norte-americano do Novo México, no Condado de Doña Ana.

## Demografia
Segundo o censo americano de 2000, a sua população era de 220 habitantes.

## Geografia
De acordo com o United States Census Bureau tem uma área de 2,7 km², dos quais 2,7 km² cobertos por terra e 0,0 km² cobertos por água. Rincon localiza-se a aproximadamente 1323 m acima do nível do mar.

## Localidades na vizinhança
O diagrama seguinte representa as localidades num raio de 40 km ao redor de Rincon.